# 紐蘭一號鎮區 (北卡羅萊納州埃弗里縣)
紐蘭一號鎮區（英語：Newland No. 1 Township）是位於美國北卡羅萊納州埃弗里縣的一個鎮區。

## 地方資料
紐蘭一號鎮區的面積為22.01平方千米，皆為陸地。根據2020年美國人口普查的數據，當地共有人口974人，而人口密度為每平方千米44.25人。